# 船津村 (兵庫県)
船津村（ふなつむら）は、兵庫県神崎郡にあった村。現在の姫路市船津町にあたる。

## 地理
- 河川 ： 市川

## 歴史
- 1878年（明治11年） - 近世以来の神東郡仁色村・中野村・下垣内村・上野村・御立村・三又村・宮脇村・八幡新村が合併して船津村となる。
- 1889年（明治22年）4月1日 - 町村制の施行により、船津村が単独で自治体を形成。
- 1896年（明治29年）4月1日 - 所属郡が神崎郡に変更。
- 1956年（昭和31年）4月3日 - 山田村・豊富村と合併して神南町が発足。同日船津村廃止。

## 村長
- 青田源太郎

## 交通

### 道路
現在は旧村域に播但連絡道路の船津ランプが所在するが、当時は未開通。